# Изотов, Михаил Николаевич
Михаил Николаевич Изотов (6 мая 1956 года, Алексин, Тульская область, РСФСР, СССР — 23 июля 2023 года, Владимир, Россия) — советский и российский художник, народный художник Российской Федерации (2008).

## Биография
Родился 6 мая 1956 года в городе Алексине Тульской области.
В 1974 году — окончил Московскую среднюю художественную школу при институте имени В. И. Сурикова.
В 1982 году — окончил Московский государственный художественный институт имени В. И. Сурикова по специальности «станковая живопись» (мастерская профессора Д. К. Мочальского).
После окончания института жил и работал во Владимире, где с 1982 года преподавал на кафедре изобразительного искусства Владимирского государственного педагогического института.
В 1983 году — принят в Союз художников СССР.
В 2003 году — присвоено учёное звание профессора.
Участник групповых, областных, региональных, всероссийских, всесоюзных, зарубежных и международных художественных выставок с 1975 года. Персональные выставки во Владимире (1985, 2000), Туле (2001), Москве (2006).
Михаил Николаевич Изотов умер 23 июля 2023 года.

### Общественная позиция
В 2014 году подписал письмо «Деятели культуры России — в поддержку позиции президента по Украине и Крыму» — коллективное заявление деятелей культуры России в поддержку позиции президента России по Украине и Крыму.

## Награды
- Народный художник Российской Федерации (2008)
- Заслуженный художник Российской Федерации (1997)
- Лауреат премии имени И. И. Левитана (1998)
- Лауреат премии в области культуры, искусства и литературы (Владимир, 2002)
- Золотая медаль В. И. Сурикова ВТОО «Союз художников России» (2015)
- Золотая медаль Александра Иванова (2020)